# Polyrhachis lacteipennis
Polyrhachis lacteipennis é uma espécie de formiga do gênero Polyrhachis, pertencente à subfamília Formicinae.